# Erich Lodemann

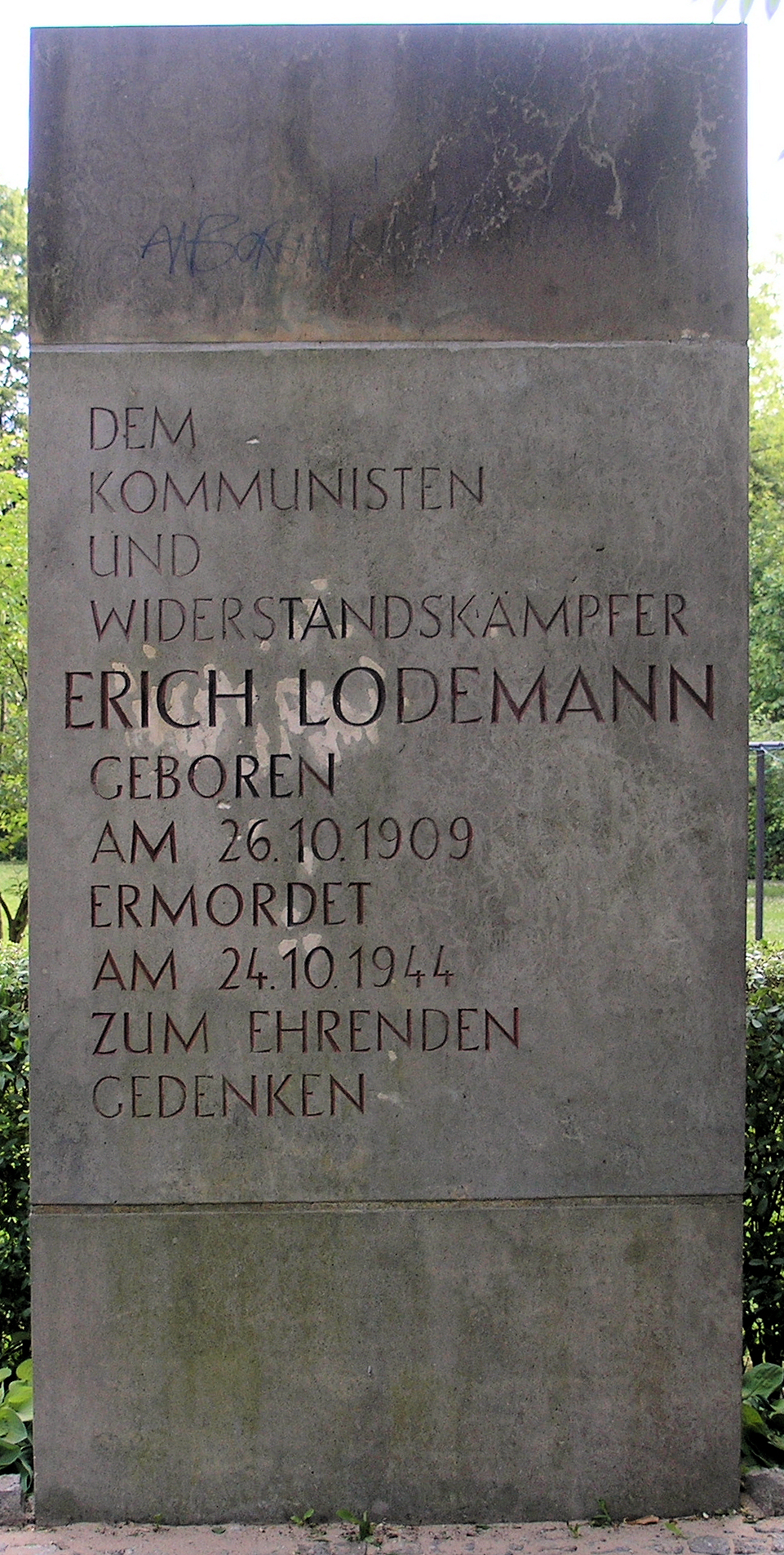
Gedenktafel

Erich Lodemann (* 26. Oktober 1909 in Berlin; † 24. Oktober 1944 im Zuchthaus Brandenburg) war ein deutscher Widerstandskämpfer gegen das NS-Regime.

## Werdegang
Als Mitglied der Kommunistischen Partei Deutschlands (KPD), des Kommunistischen Jugendverbandes Deutschlands und der Reichsleitung des Roten Studentenbundes war er von 1933 bis 1935 in einer illegalen studentischen Widerstandsgruppe an der Berliner Universität tätig. Er wurde 1936 verhaftet und zu dreieinhalb Jahren Zuchthaus verurteilt und schloss sich nach seiner Entlassung der Uhrig-Gruppe an, wurde dann im Februar 1942 erneut verhaftet und schließlich nach Aufenthalten in verschiedenen Konzentrationslagern 1944 zum Tode verurteilt und im Zuchthaus Brandenburg hingerichtet. Zu seinem Andenken wurde eine Straße in Berlin nach ihm benannt („Erich-Lodemann-Straße“), in der sich auch eine Gedenktafel befindet. Seine letzte Ruhestätte befindet sich auf dem Friedhof Baumschulenweg in Berlin-Treptow.